# Mini-USB
I connettori Mini-USB (Mini-A e Mini-B) sono i connettori di dimensione intermedia previsti dallo standard USB. Sono stati progettati per dispositivi di medie dimensioni come navigatori satellitari, dischi esterni, tablet, lettori multimediali, telecamere, ecc.
Rispetto ai connettori Micro-USB, hanno una dimensione maggiore, all'incirca di 3 × 7 mm.